# 1728
1728 (MDCCXXVIII) fue un año bisiesto comenzado en jueves según el calendario gregoriano.

## Acontecimientos
- 5 de enero: se funda la Universidad de La Habana.
- 15 de febrero: El duque de Wharton funda en Madrid (España) el primer núcleo masónico del país, bautizado con el nombre de «Tres flores de lys».
- 27 de junio: Martín de Barúa funda la ciudad de itaguá., en Paraguay.
- 29 de agosto: Hans Egede funda Godthåb, la actual Nuuk, capital de Groenlandia.
- 25 de septiembre: Se crea la Compañía Guipuzcoana para encargarse del comercio de Venezuela con la metrópoli (España)
- 20-23 de octubre: Ocurre el Incendio de Copenhague de 1728, el mayor incendio en la historia de la ciudad.
- El explorador danés Vitus Jonassen Bering descubre el Estrecho de Bering.

## Arte y literatura
- 29 de enero: John Gay y John Christopher Pepusch estrenan The Beggar's Opera en Londres.

## Ciencia y tecnología
- James Bradley descubre la aberración astronómica.
- M. Falcon, tejedor francés, inventa el primer telar controlado por tarjetas perforadas.
- Pierre Fauchard Odontólogo  pública en París su texto integral  El Cirujano Dentista o el tratado de los dientes ( Le Chirurgien Dentiste ou Traité des dents) donde describe la anatomía oral , fisiología , distintas técnicas odontológicas e incluso implantes orales.

## Nacimientos
- 9 de enero: Thomas Warton, poeta británico (f. 1790)
- 12 de febrero: Étienne-Louis Boullée, arquitecto francés (f. 1799)
- 13 de febrero: John Hunter, cirujano y anatomista británico (f. 1793)
- 28 de abril: Ubaldo Gandolfi, pintor italiano (f. 1781)
- 26 de agosto: Johann Heinrich Lambert, matemático, físico y astrónomo alemán de origen francés (f. 1777)
- 17 de septiembre: Basilio Sancho de Santa Justa, arzobispo español (f. 1787)
- 23 de septiembre: Carlo Allioni, médico y botánico italiano (f. 1804)
- 21 de octubre: Conde de Floridablanca, político español (f. 1808)
- 27 de octubre: James Cook, navegante y descubridor británico (f. 1779)

## Fallecimientos
- Tomás de Torrejón y Velasco Sánchez, compositor barroco.